# Herniaria ciliolata
Herniaria ciliolata é uma espécie de planta com flor pertencente à família Caryophyllaceae. 
A autoridade científica da espécie é Melderis, tendo sido publicada em Watsonia 4: 42. 1957.

## Portugal
Trata-se de uma espécie presente no território português, nomeadamente os seguintes táxones infraespecíficos:
- Herniaria ciliolata subsp. robusta - presente em Portugal Continental. Em termos de naturalidade é nativa da região atrás referida. Não se encontra protegida por legislação portuguesa ou da Comunidade Europeia.